# 香港開源年會
香港開源年會（Hong Kong Open Source Conference，簡稱 HKOSCon），是在香港舉辦的開放源碼年度研討會，旨在推動開放源碼開發，促進社群交流，並鼓勵工商業界使用開放源碼軟件及方案。
活動每年都會就不同主題邀請業界代表參與，分享開放源碼趨勢及技術發展，資訊科技業界及其他技術組織亦參與協辦，再加上大專院校、熱心支持者、贊助商捐贈和支援，造就每年一次活動。由最初的演講、講座、閃電講，拓展至加入工作坊、非會議、聚會和開放源碼方案推廣攤位的規模。

## 年會

### 2013
於 2013 年開源香港與開放系統研用協會及香港Linux用家協會合辦第一屆香港開源年會。會議於10月19日  在香港城市大學舉行，全日三軌會議超過 150 人參與，主講題目包括開放數據、開放互聯網、開源硬件及探討開放源碼在程式設計、教育、遊戲及政策層面所扮演的角色。在徵求提案階段大會收到遠自歐洲的講者投稿，最終採納 Free Software Initiative of Japan （页面存档备份，存于）、台灣中央研究院及臺灣大學的稿件，連同香港本地代表，合共有 20 份講稿被納入議程。

### 2014
於 2014 年接受香港互聯網協會舉辦的 World Internet Developer Summit ( WiDS ) 邀請作為三日活動當中其中一項活動並於3月29日  在香港科學園舉行，主辦方為香港創意開放科技協會 （页面存档备份，存于），並由開源香港及香港Linux用家協會協辦。當日舉辦了 23 場會議，其中 18 位講者來自外地，13 個位講者來自本地，最終參與人數為 228 人。

### 2015
從 2013 及 2014 會期一天演變為兩天的活動，由香港創意開放科技協會、香港Linux用家協會、開源香港及香港科技園公司共同主辦，於6月26及27日  在香港科學園舉行。是年會議口號為 Connect Global Open Source Technology in Hong Kong.，以雲端、自造者、社群、新創企業 ( Cloud // Maker // Community // Startup ) 四大主題為基礎，27 位海外講者及 25 位本地講者在兩日五軌會議合共舉辦 52 節演講及工作坊，並由參展商及社群設立多個展覽攤位，參與人數總共為 538 人。
是年有來自美國的 LWN.net 創辦人 Jonathan Corbet 及來自德國的 GNOME 基金會董事會前成員 Tobias Mueller 的主題演講。來自俄羅斯國立托姆斯克大學及 Alt Linux （页面存档备份，存于） 的失明開發者 Michael Pozhidaev 分享開發給失明及視障人士使用的開源方案，多位來自歐洲各地、日本及香港的自造者分享不同講題，例如西班牙的廢物再造開源飛行器，意大利的開源汽車，保加利亞的 Internet of Things、以及香港的開源教育三維列印機等等。

### 2016
是年開始香港開源年會固定由香港創意開放科技協會、香港Linux用家協會、開源香港共同主辦，於6月24-26日  在香港數碼港舉行。口號為 Go Beyond Open-source，圍繞著物聯網、大數據、雲端和 DevOp ( Internet of Things // Data // Cloud // DevOps ) 四大主題，三天四軌會議有 23 位外籍講者及 14 位本地講者參與 ，參與人數總共為 355 人。
主題演講包括來自澳洲的系統工程師 Joshua Rich 介紹 Elasticsearch 開源搜尋引擎  及台灣知名 Linux 核心開發高手黃敬群(jserv)主講《回顧台灣自由開源軟體發展》。

### 2017
是年會議於6月9-10日  在香港數碼港舉行，口號為 Embracing Open Source's Success，專注示範及推廣世界最新開放源碼軟件及硬件技術。第一天主題為商業及教育，第二天為社群交流，活動亦吸引企業到場招聘。

### 2018
是年會議於6月9-10日  在香港科學園舉行，口號為 Be prepared for Open Source awesomeness，並開放供大眾免費參與。 18 位外籍講者及 27 位本地講者合共舉辦 43 節演講及工作坊，參與人數總共為 377 人。 講者包括來自香港的古樂新分享以 HTTP Live Streaming（HLS）傳輸協議配合開源的 video.js 技術於網站上播放直播  及台灣「數碼農民」陳幸延以人工智能耕種。

### 2019
是年會議於6月14及15日﹙周五、六﹚ 在香港科學園舉行。
大會設數十場講座及研討會，內容涵蓋程式開發、區塊鏈技術、人工智能等。
該年度開始有商品販賣以及紀念品發售，以幫補社群收支；當中以 Kottis 爲名的角色自 2019 年起，擔任香港開源年會的吉祥物

## 外部連結
- 香港開源年會網站 （页面存档备份，存于）
- 香港開源年會 Facebook的Facebook專頁
- 香港開源年會 Twitter的X（前Twitter）
- YouTube上的香港開源年會 Youtube頻道